# المفرق (محافظة)

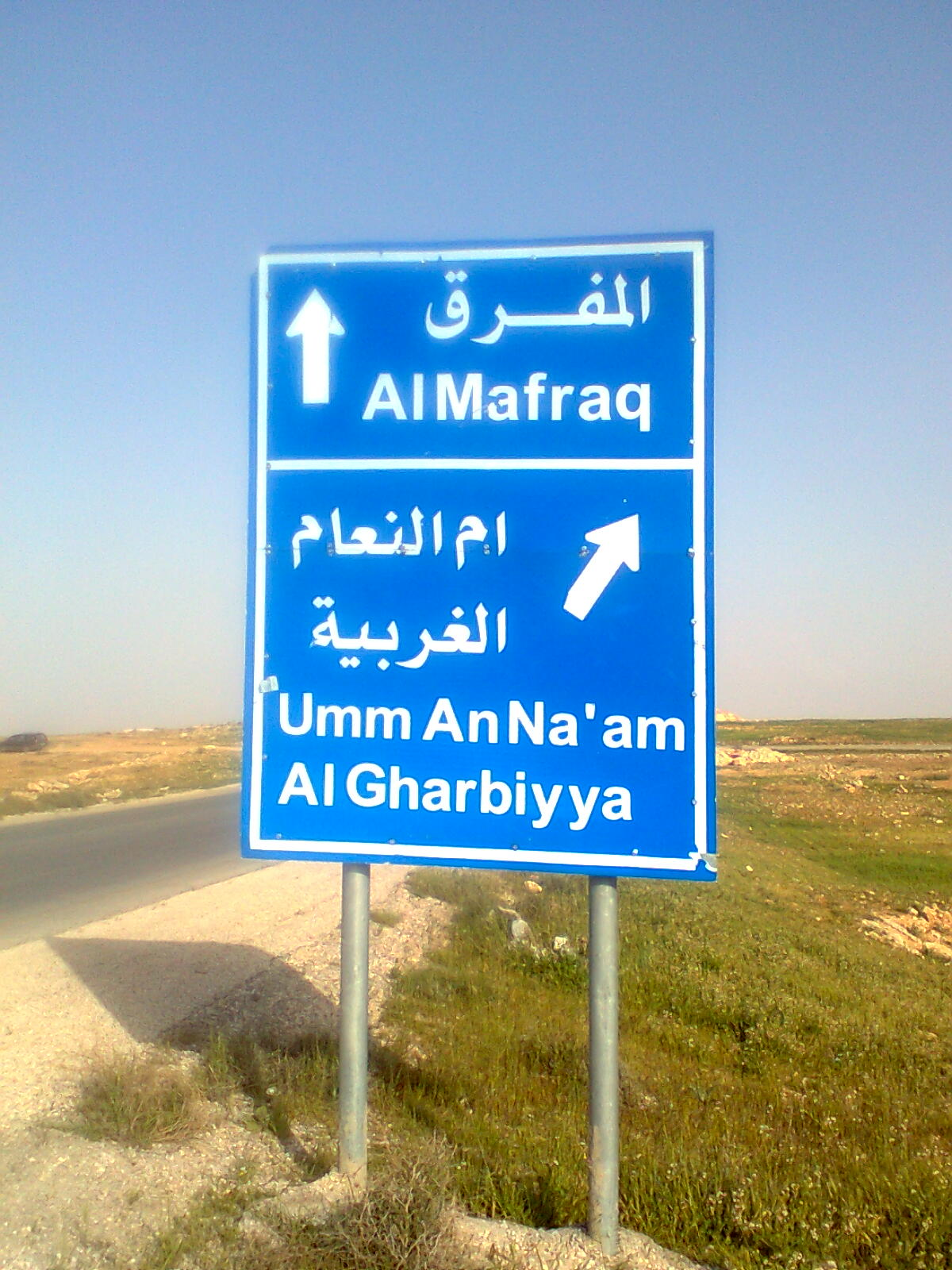
لائحة توضح إتجاه محافظة المفرق مقارنة مع إتجاه منطقة أم النعام الغربية

محافظة المفرق هي إحدى المحافظات الإثني عشر المكونة للمملكة الأردنية الهاشمية وهي ثاني أكبر محافظة من حيث المساحة بعد محافظة معان، تشكل منطقة البادية الشمالية الغالبية العظمى من مساحتها. تقـع المحافظة في الشمـال الشرقي للأردن، يحدها العـراق من الشرق وسوريـا من الشمال والسعودية من الجنوب والشرق. وتبلغ مساحتها (26,552) كم2 أي ما يعادل 29.6% من مساحة الأردن وهي من الشرق ذات طبيعة صحراوية غنيّة بالمياه الجوفية تمدّ الأردن بمحاصيل الخضروات والثروة الحيوانية. أمّا من الغرب فهي ذات طبيعة خصبة منتجة لزيت الزيتون.
شهدت المحافظة خلال السنوات القليلة الماضية نشاطا واضحا في المجالين الصناعي والزراعي، كما أصبحت منطقة البادية الشمالية المصدر الرئيسي في الإنتاج الزراعي والحيواني حيث تحولت البادية إلى حقول خضراء نتيجة انتشار الآبار الارتوازية في تلك المنطقة، وتعتبر المحافظة المصدر الثاني بعد الأغوار من حيث الإنتاج الزراعي.
مدينة المفرق هي مركز المحافظة التي تحتوي على العديد من المعالم الأثرية أبرزها مدينة أم الجمال إحدى مدن حلف الديكابولس الروماني. كما أنشئ فيها مخيم الزعتري لللاجئين السوريين عام 2012. وتضم أيضا مقبرة شهداء جيش العراق التي تعود إلى عام  1948 المعروف بعام النكبة والذي خاضت فيه دول عربية حرباً شرسة مع العدو الصهيوني في نفس العام. كما تضم المحافظة جامعة حكومية واحدة وهي جامعة آل البيت.

## التسمية
عُرفت المفرق سابقا بـاسم «الفدين» وهو تصغير الفدن أي القلعة الحصينة أو القصر وتعود جذور هذه القلعة إلى العصر الحديدي الثاني (القرن التاسع قبل الميلاد) عندما كانت هذه المنطقة نهاية الحدود الجنوبية المسيطرة على الطرق التجارية للدولة الآرامية وعاصمتها دمشق وتناقلته الأجيال عبر الزمن حتى مجيء بني أمية للمنطقة.
وفي بداية القرن العشرين أخذت اسما جديدا مستوحى من موقعها الجغرافي للطرق التجارية والدولية المحيطة بها وذلك خلال الحكم العثماني وخاصة عندما تم تدشين سكة حديد الحجاز ومنذ ذلك الحين احتفظت بالاسم الجديد «المفرق» بينما استخدم اسم الفدين فقط للموقع الأثري وللحي القائم فيه.
كما أُطلق عليها اسم المفرق لوقوعها على مفترق طرق دولية، حيث يربط الأردن مع الجمهورية العراقية من خلال مركــز حدود الكرامة الذي يبعد عن مركز المحافظة 285 كم بالإضافة إلى وجود مركز حدود جابر والذي يربط الأردن مع الجمهورية العربية السورية ويبعد عن مركز المحافظة حوالي 20 كم.

## التاريخ
يرجع إنشاء مدينة المفرق إلى  بناء سكة الحديد عام 1902 بداية ومن ثم هجرة أبناء المغرب العربي وكذلك هجرة أبناء معان للعمل في سكة الحديد وأبناء الأردن وفلسطين عموماً للعمل في شركة نفط العراق عام 1932م. وتعتبر مدينة المفرق القلب النابض والرابط بين سكانها والتي تضم أبناء الأردن والوطن العربي من شتــى الأصول والمنابت وقد كان المغاربة نواتهم الرئيسة منذ العام 1925م.
شهدت المفرق محطات مضيئة عبر الزمن كان أهمها بناء سكة حديد بأربعة خطوط ومباني متكاملة وكان أول ناظر للمحطة تركي الأصل اسمه أبو وحيد التركي وزوجته كانت أول قابلة قانونية في المفرق ثم جاء أبناء مدينة معان للعمل في سكة الحديد بعد إصلاحها مباشرة بعد الحرب العالمية الأولى عام 1925.
وعند مجيء المغاربة من المغرب العربي استوطنوا المفرق لقرب بيئتها من بيئة البلاد التي جاؤوا منها مثل ليبيا، الجزائر، تونس ومراكش وتم تفويض أراضي لهم في العام 1928م من قبل الأمير عبد الله بن الحسين لزراعتها وإحيائها وقد كانوا نشيطين تجارياً وقاموا بفتح الأفران وصناعة الخبز. ويعد طريق بغداد – حيفا عبر المفرق من أهم المشاريع الحيوية للمفرق  وقد اتخذ الإنجليز قرارا بتعبيده لتسهيل إصلاح خطوط نفط العراق القادمة من كركوك إلى حيفا حيث عمل أبناء فلسطين ومعان في أعمال التعبيد.
عام 1931 قام الإنجليز بتأسيس شركة نفط العراق (I.P.C) وذلك لمد خط أنابيب النفط من الحديثة وحتى حيفا وكانت مدة الامتياز 70 عام وقد تم بناء العديد من المحطات والمباني في المفرق والأزرق. ثم أُنشأت دائرة البرق والبريد  تزامنا مع تأسيس شركة نفط العراق رغم أنها كانت موجودة في مباني سكة الحديد منذ السلطنة العثمانية وقد تم سن العديد من القوانين وإحضار العديد من الموظفين لمتابعة الخطوط منذ العام «1925م» وحتى بداية الخمسينيات. عام 1945 تأسست بلدية المفرق وكان أول رئيس لها هو علي عابدية ثم أسس القضاء عام 1956 وجلب العديد من الكوادر الفنية والإدارية للعمل فيها.

## الجغرافيا

### الطقس والمناخ
تتميز المفرق باتساع رقعتها وبمناخ صحراوي وجاف ويبلغ معدل هطول الأمطار السنوي أقل من 200 ملم وفيها أحواض مائية رئيسة هي (حوض الضليل/العاقب/سما السرحان).

### الموقع والمساحة
تقـع محافظة المفرق في الشمـال الشرقي للأردن، يحدها العـراق من الشرق وسوريـا من الشمال والسعودية من الجنوب والشرق وتبلغ مساحتها (26,552) كم2 أي ما يعادل 29.6% من مساحة الأردن. وهي المحافظة الوحيدة التي تتشارك حدودها مع ثلاث دول.
اكتسبت المفرق أهميتها الإستراتيجية لوقوعها على مفترق الطـرق الدولية، حيث تربط الأردن مع الجمهورية العراقية من خلال مركــز حدود الكرامـة والذي يبعد عن مركز المحافـظة 285 كم بالإضافة إلى وجود مركز حدود جابر والذي يربط الأردن مع الجمهورية العربية السورية والذي يبعد عن مركز المحافظة حوالي 20 كم.

## السكان
بلغ عدد سكان المحافظة حوالي 663,400 نسمة، حسب التقديرات السكانية لنهاية عام 2023 بكثافة حوالي 25 شخص/كم2.

## التقسيم الإداري
تم استحداث المحافظة عام 1985 وتضم خمسة ألوية وهي (لواء قصبة المفرق، لواء البادية الشمالية، لواء البادية الشمالية الغربية، لواء الرويشد، لواء بلعما ) و (٩) أقضية ويبلغ عدد المجالس البلدية بمحافظة المفرق (18) بلدية وتضم (51) منطقة، ويتوزع خلالها 196 تجمعاً سكانياً ومجلسين للخدمات المشتركة.

## التعليم

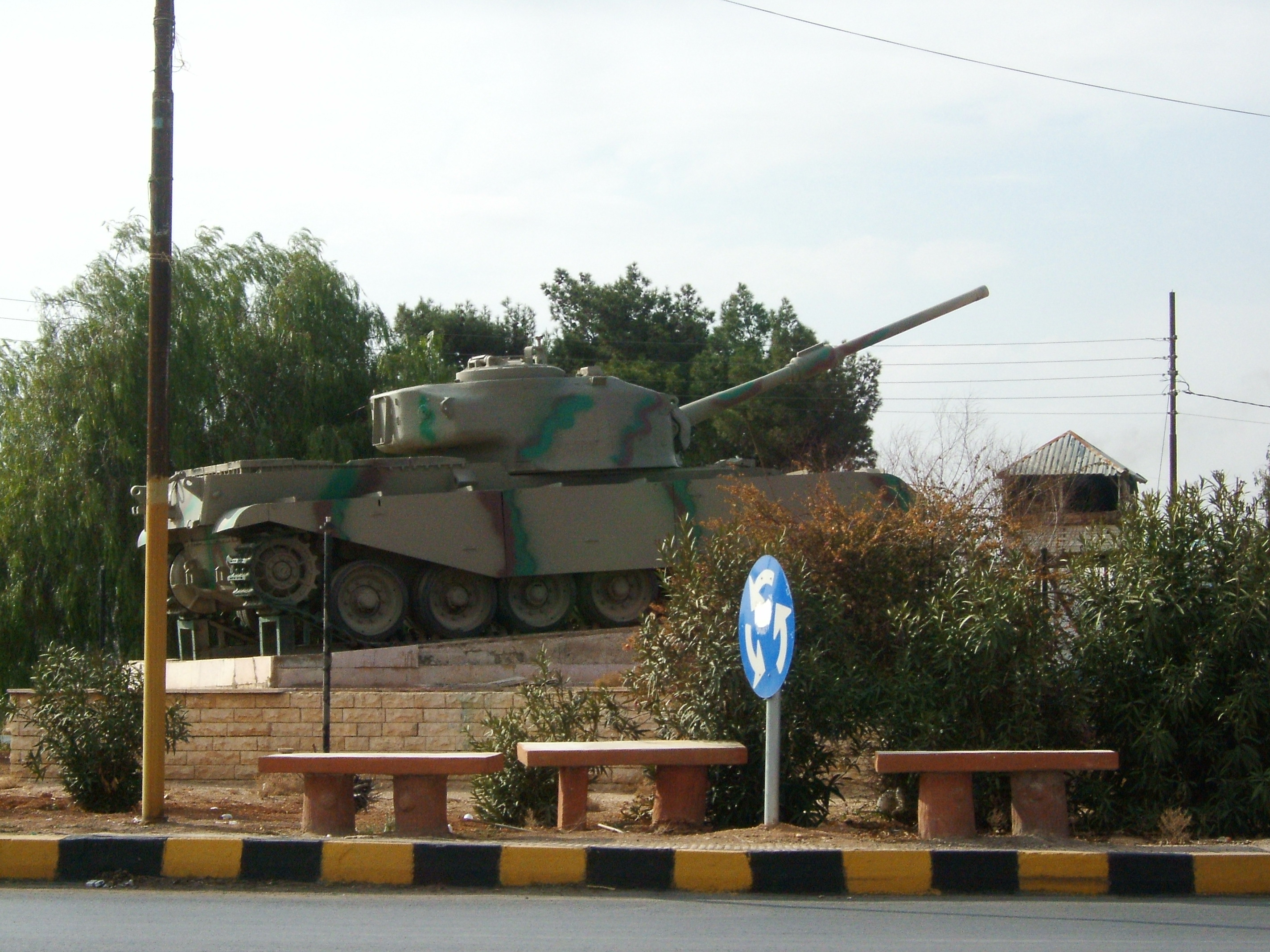
صورة لدوار الخزان، حيث تظهر الصورة نصب (الدبابة) الذي تم وضعه تقديرا لمكانة المفرق العسكرية.

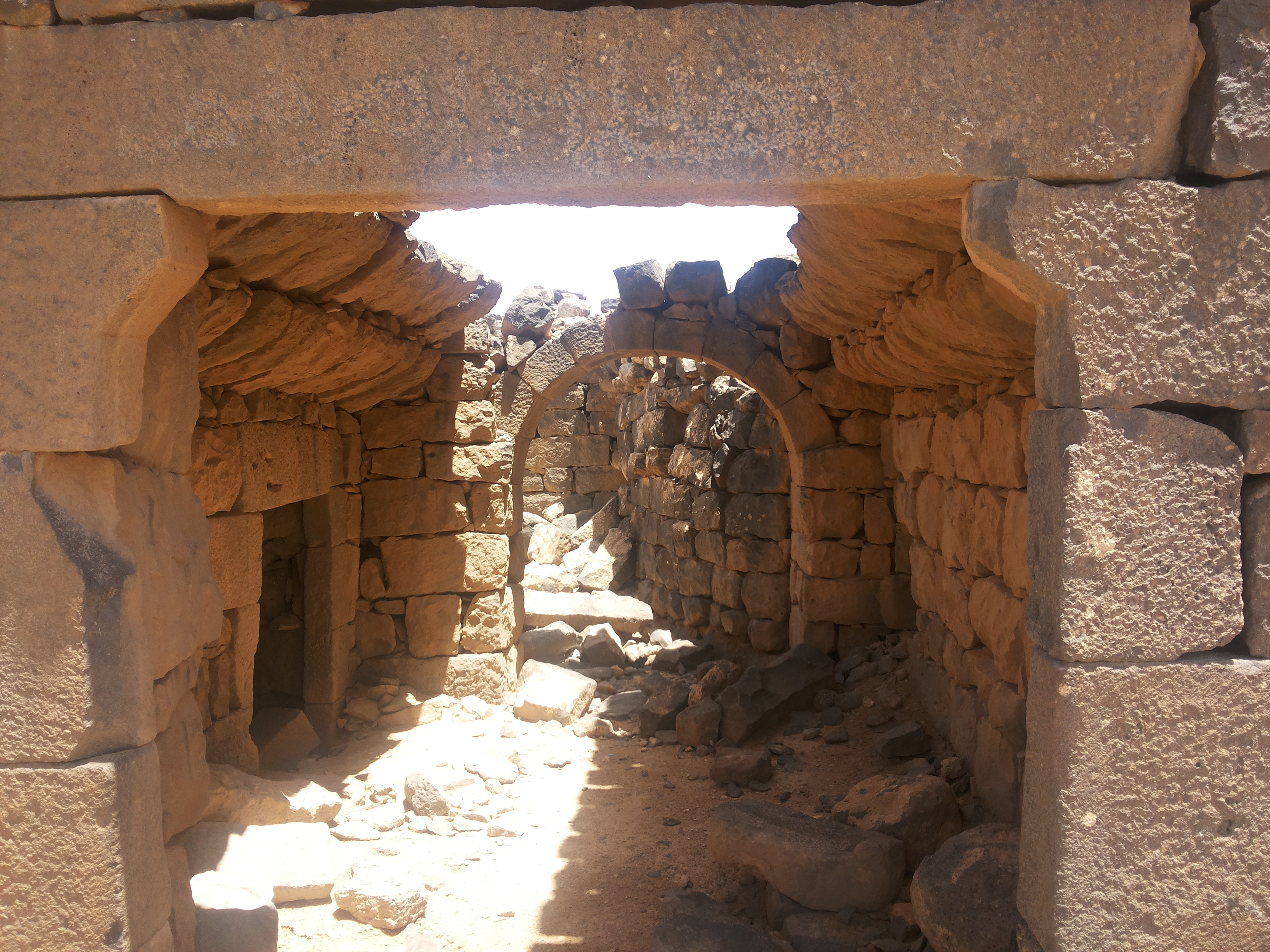
المناطق الأثرية في المفرق_أم الجمال، حيث تظهر الصورة التجمعات الحجرية التي قامت على تشكيل مداخل على شكل أقواس

### جامعة آل البيت
تأسست عام 1995 وتبلغ مساحتها الإجمالية 7400 دونم.

## الطرق الخارجية
ترتبط محافظة المفرق بمدن المملكة ومحافظاتها بشبكة حديثة من الطرق حيث ترتبط من جهة الجنوب بطريقين: الأولى والتي تمر بثغرة الجب وهي طريق تصل المفرق بالعاصمة مباشرة دون المرور بمدينة الزرقاء، والطريق الثانية تمر ب «الخالدية والضليل» وهي طريق تصل المفرق بمدينة الزرقاء مباشرة غير أنها أكثر طولا من الطريق الأولى؛ ولذلك فقد تركت معظم الحافلات وسيارات النقل الطريق الثانية لاستخدام الطريق الأولى.
ومن جهة الشرق فترتبط المفرق بطريق واسعة وحديثة تصل إلى حدود الكرامة مروراً بالصفاوي والرويشد.
من جهة الشمال هناك طريقان: الأولى وهي القديمة والتي تصل المفرق بمدينتي الرمثا وإربد عبر بلدة البويضة وهي طريق قديمة التاريخ، حديثة التركيب، واسعة تتوزع على جانبيها العديد من القرى العامرة بالأهالي الأردنيين الذين يتسمون بالحفاوة والنخوة والترحيب بالضيوف الكرام والحجاج على مدى التاريخ.
الطريق الثانية وهي الطريق الجديدة التي تصل المفرق بمركز حدود جابر، والعديد من قرى الشمال حيث يتوزع بدو الشمال امتداداً لقبائل البدو الآخرين والذين ما زالوا يحافظون على العادات والتقاليد الأصيلة.
ومن جهة الغرب، يخرج من مدينة المفرق شريان طريقي نحو مركز الحضارة الرومانية، مدينة جرش، والمدن والمحافظات الغربية كمحافظة عجلون.

## السياحة والمعالم

### قصر برقع
يقع قصر برقع شمال غرب مدينة الرويشد بحوالي 22 كم، كان في الأصل قلعة عسكرية رومانية، وأعيد بناؤها كقصر في عهد الخليفة الوليد بن عبد الملك، يوجد بجانب القصر بركة مياه وسد روماني، وتنتشر في المنطقة المحيطة الكثير من كتابات العرب قبل الإسلام والعربية المبكرة.

### أم السرب
تبعد هذه المدينة 12 كم إلى الشرق من مدينة المفرق، وفيها أربع كنائس: كنيسة القديس سرجيوس، القديس باخوس، كنيسة الحي الغربي وكنيسة الحي الشمالي. تحولت كنيسة القديسين سرجيوس وباخوس إلى مسجدين في الفترة الأيوبية المملوكية بعد إغلاق الحنية الشرقية ورصف الفسيفساء بطبقة من الجص، ونتيجة لتوفر المياه المحيطة بالموقع تم العمل على إنشاء أربعة برك وقنوات مياه لجر المياه.

### دير الكهف
تقع منطقة دير الكهف على بعد 80 كم شرق مدينة المفرق على الطريق القديم القادم من جنوب الجزيرة العربية مروراً بوادي السرحان والأزرق وحتى سوريا. عثر فيها على آثار نبطية ورومانية وبيزنطية أهمها الحصن روماني الذي يعود تاريخ بنائه لعام 306م. كما عُثر على عدد من الكنائس والمساكن والبرك التي تعود للعصر الأموي والعثماني.

### أم القطين
تقع على بعد 52 كم إلى الشرق من مدينة المفرق، ظهرت فيها دلائل الإستقرار في العصر الحجري الحديث والنحاسي، كما بنى الأنباط فيها موقع استراحة للقوافل التجارية، وفيها بركة مائية، وفي الفترة الرومانية أُقيم فيها معسكراً، وفي الفترة البيزنطية بنيت فيها عدد من الكنائس.

### رحاب
تقع على بعد 12 كم غرب مدينة المفرق في سهل منبسط، يعود تاريخ الإستيطان البشري فيها إلى العصور البرونزية، كما اشتهرت في الفترات البيزنطية والإسلامية، حيث عثر فيها على أكثر من 25 كنيسة، وعدد من المساجد الأموية والأيوبية المملوكية، وفي نهاية العصر الروماني بني فيها أول كنيسة في العالم وهي كنيسة القديس الظفرحور جيوس 230م.

### أم الجمال
تقع على بعد 30 كم شرق مدينة المفرق في المنطقة التي تنتشر فيها الحجارة البازلتية، تعرف باسم الواحة السوداء وذلك لكونها مبنية من الأحجار البركانية البازلتية شديدة السواد، ومن أهم آثارها الأسوار وتنتشر فيها 128 وحدة سكنية داخل المدينة وأربع عشرة كنيسة، ومعبد نبطي، فضلاً عن البرك والخزانات العديدة كذلك فإن الموقع غني بنقوشه وكتاباته النبطية واليونانية والصفوية، نقشت معظم هذه الكتابات على شواهد القبور الأموية، وانتشرت المصاطب والأحواض الزارعية مما يدل على الإهتمام بالزراعة.

### سما السرحان
تقع في الجزء الغربي من محافظة المفرق قرب الحدود الأردنية السورية، ويعود تاريخها إلى العصور البرونزية والحديدية، تحتوي على آثار تعود للفترات الرومانية والبيزنطية والأموية منها الكنائس والأديرة والمنازل.

### الفدين
تقع الفدين وسط مدينة المفرق الحديثة، وتعود بدايات الاستقرار فيها إلى العصور البرونزية والحديدية، كما عثر فيها على آثار رومانية وكنيسة بيزنطية، وقد اشتهرت الفدين في الفترة الأموية حيث عثر فيها على قصر وحمامات ومسجد، وفي الفترة العثمانية بني فيها قلعة بعد أن أصبحت المفرق إحدى محطات الخط الحديدي الحجازي على طريق الحج الشامي.

## وصلات خارجية
- صور محافظة المفرق
- جامعة آل البيت
- منطقة أم النعام